# Carlos Higgie
Carlos Higgie (Rivera, 9 de agosto de 1955) é um escritor do Uruguai.

## Biografia
Filho de mãe brasileira e pai uruguaio, o seu primeiro livro, "Como Pompas de Jabón" - uma amálgama de poesias e contos -, foi publicado em Montevidéu, em 1979.
Em 1983 publicou "Cuentos a Contramano", um livro de contos em espanhol, em Porto Alegre. Seguiu um livro em língua portuguesa - "Vento nos Ossos" (Porto Alegre, 1984) -, que evidencia com mais clareza a sua predileção pelo conto mágico, surrealista, fantástico, explorando sempre uma realidade paralela, muitas vezes oculta pela poeira da rotina.
Em 1990 fez uma parceria com a sua prima, Nélida Higgie, lançando "Higgie&Higgie", um livro de poesias e contos.
Em 1994, ainda em Porto Alegre, publicou "Rios da Rua".
Já residindo em Santa Catarina, lançou "Gritos da Pele", livro de contos eróticos.
Os seus contos "O fotógrafo", "João Alma" e "Não Somos Invencíveis" foram premiados em concurso literários, regionais e nacionais, no Uruguai.
Em 2004 publicou "Uma Ilha no Entardecer", uma antologia de seus contos anteriormente publicados em livro, com contos inéditos e outros publicados em jornais e sites literários.
Em 2005 publicou, em parceria com Cármen Guaresemin e Jane Soares de Almeida, o livro "Amor a Três", obra composta por uma série de contos eróticos, divididos em nove capítulos.
"La Sombra de los Marcos", publicado em 2008, marca uma nova parceria com Nélida Higgie, abordando temas próprios da froteira Rivera-Santana do Livramento, abordando o "portunhol", os desaparecidos, a ditadura uruguaia, os emigrantes, enquanto desenvolve uma interessante história de amor.
Em "Caleidoscópio" (2009) aborda novamente, na segunda parte do livro, o tema erótico.
Seu romance "Nebuloso Losango" (2010) foi editado pela Todamérica e narra a história de quatro amigos, perdidos no meio de uma ditadura.
Em Porto Alegre fez parte de vários movimentos literários independentes, participou de encontros, em alguns deles como um dos oradores e foi membro da Associação Gaúcha de Escritores. Atualmente é membro da Academia Itapemense de Letras, da Academia Blumenauense de Letras e da Sociedade de Escritores de Blumenau.

## Obras publicadas
- 1979 - Como Pompas de Jabón
- 1983 - Cuentos a Contramano
- 1984 - Vento nos Ossos
- 1990 - Higgie&Higgie
- 1994 - Rios da Rua
- 2000 - Gritos da Pele
- 2004 - Uma Ilha no Entardecer
- 2005 - Amor a Três
- 2008 - La Sombra de los Marcos
- 2009 - "Caleidoscópio"
- 2010 - "Nebuloso Losango"